# Prázdné křeslo (román)
Prázdné křeslo je detektivní román Jeferyho Deavera. Jde o třetí knihu série Lincoln Rhyme. Poprvé vyšla v roce 2001.
Jedná se o další příběh geniálního kriminalisty Lincolna Rhyma, kvadruplegika ochrnutého od ramen dolů po nehodě na pracovišti a jeho partnerky v osobním i pracovním životě Amélie Sachsové, vynikající střelkyně a milovnice rychlých aut s talentem na ohledávání místa činu.

## Obsah
Lincoln Rhyme, jeho asistent Thom a přítelkyně Amélie Sachsová jsou mimo město kvůli experimentální operaci páteře, kterou se Rhyme i přes Améliin nesouhlas rozhodl podstoupit. Setkají se s místním šerifem Jimem Bellem, bratrancem newyorského policisty Ronalda Bella, jejich kolegy. Ten dvojici požádá o pomoc s případem únosu, ve kterém figuruje jako možný pachatel šestnáctiletý sirotek Garret, přezdívaný kvůli své lásce k hmyzu Hmyzoun. Rhyme přes počáteční neochotu nakonec svolí ke spolupráci. Všechno se komplikuje ve chvíli, kdy Sachsová osvobodí z vězení chyceného Garreta, neboť věří v jeho nevinu, omylem zastřelí policistu a spolu s chlapcem prchne. Lincoln Rhyme, který je o vině Garreta naopak přesvědčen, tedy musí pracovat proti ní a najít ji dříve, než se stane něco zlého.
Navíc se pomalu ukazuje, že případ je daleko složitější, než se původně zdálo - a navíc sahá daleko do minulosti mnoha zúčastněných.

## Název
Název Prázdné křeslo odkazuje na formu terapie prázdná židle (empty chair), kdy si vyšetřovaný představí na prázdné židli osobu, se kterou si přeje mluvit. Amélie Sachsová tuto techniku použije na Garreta. Zároveň odkazuje na Rhymovo kolečkové křeslo, jehož prázdnoty se Amélie děsí.